# Плювиоз

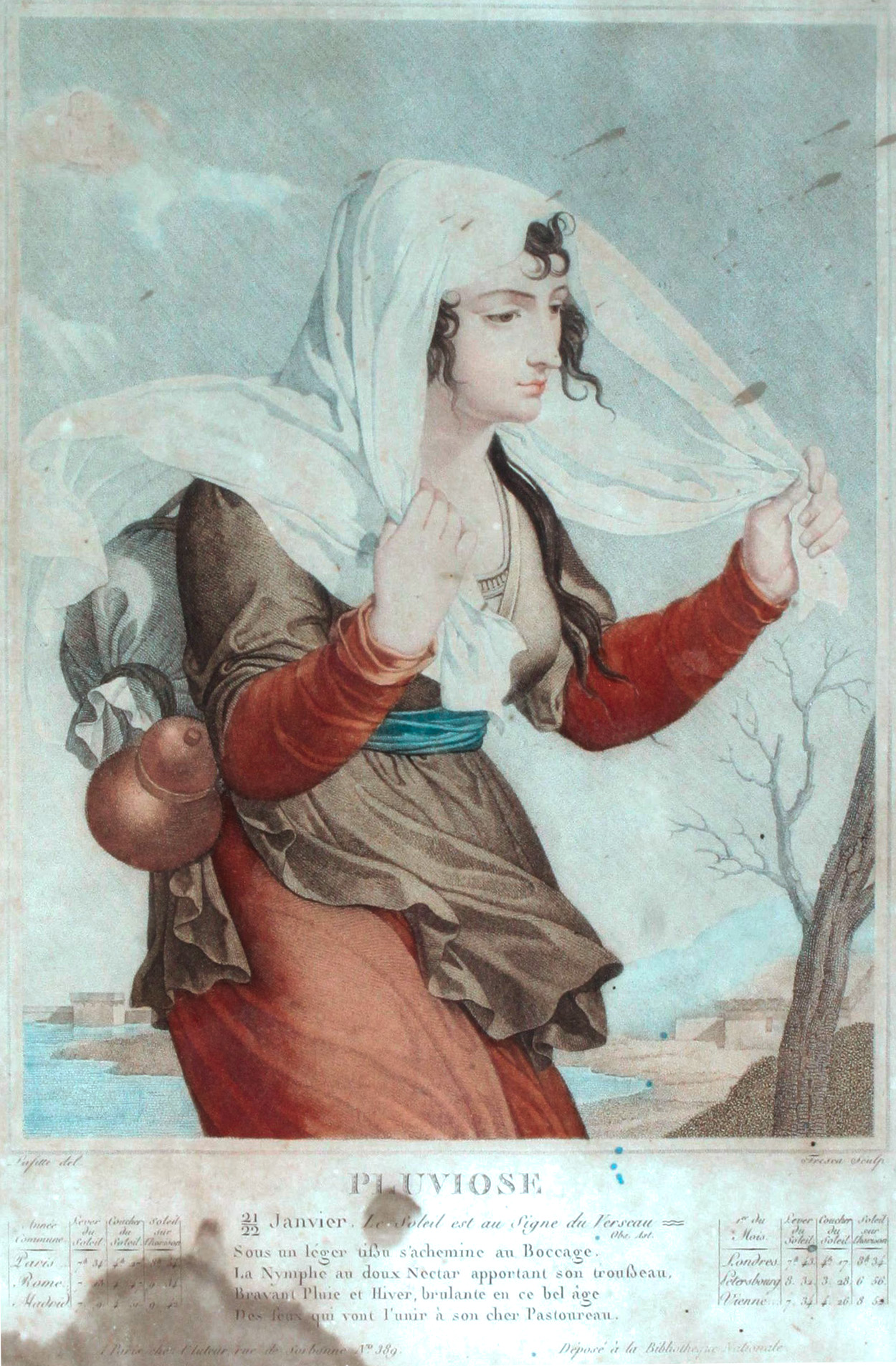
Неизвестный художник. Аллегория, изображающая месяц плювиоз

Плювиоз (фр. pluviôse, от лат. pluviosus — дождливый) — 5-й месяц (20/21 января — 18/19 февраля) французского республиканского календаря, действовавшего с октября 1793 по 1 января 1806 года.
Как и все месяцы французского революционного календаря, плювиоз содержит тридцать дней и делится на три декады. Вместо традиционных в католицизме святых, каждому дню приписано название сельскохозяйственного растения. Исключением являются пятый (фр. Quintidi) и десятый (фр. Decadi) дни каждой декады. Первому из них приписано название животного, а последнему — название сельскохозяйственного орудия.
| 1. Lauréole (волчеягодник лавролистный) 2. Mousse (мох) 3. Fragon (иглица) 4. Perce-neige (подснежник) 5. Taureau (бык) 6. Laurier tin (калина лавролистная) 7. Amadouvier (трутовик настоящий) 8. Mézéréon (волчеягодник обыкновенный) 9. Peuplier (тополь) 10. Coignée (топор) | 11. Ellébore (морозник) 12. Brocoli (брокколи) 13. Laurier (лавр) 14. Avelinier (фундук) 15. Vache (корова) 16. Buis (самшит) 17. Lichen (лишайник) 18. If (тис) 19. Pulmonaire (медуница) 20. Serpette (садовый нож) | 21. Thlaspi (ярутка, иберис) 22. Thimelé (волчеягодник) 23. Chiendent (пырей) 24. Trainasse (гречишник) 25. Lièvre (заяц) 26. Guède (вайда) 27. Noisetier (лещина) 28. Cyclamen (цикламен) 29. Chélidoine (чистотел) 30. Traîneau (сани) |